# Gordon Langford
Gordon Colman Langford (Edgware, 11 maggio 1930 – 18 aprile 2017) è stato un compositore e arrangiatore inglese.
Era molto conosciuto per le sue composizioni per Brass Band e per i suoi arrangiamenti. Ha anche composto per coro e per orchestra, vincendo nel 1971 un Ivor Novello Awards per la migliore composizione di musica leggera con la Marcia dalla Colour Suite.

## Biografia
Langford nacque a Edgware, Middlesex, nel maggio del 1930 con il nome di Gordon Maris Colman. Fu un bambino prodigio, iniziando a prendere lezioni di pianoforte all'età di cinque anni. A nove anni, una delle sue composizioni fu eseguita in pubblico. Frequentò la Bedford Modern School e vinse una borsa di studio per la Royal Academy of Music, dove studiò pianoforte e composizione con Norman Demuth. Fu Demuth a suggerirgli di cambiare cognome o di usare uno pseudonimo. Così cambiò il suo nome in Gordon Colman Langford.
Nel 1951, durante il servizio militare con la Royal Artillery Band, fece la sua prima trasmissione alla BBC come pianista solista. Dopo aver lasciato l'esercito, lavorò sulle navi ed in una compagnia d'opera itinerante, ma fu negli anni Sessanta che salì alla ribalta come pianista, arrangiatore e compositore in programmi della BBC come Music in the Air, Melody around the World e Ronnie Barker's Lines From My Grandfather's Forehead. In seguito ha vissuto nell'East Devon, dedicandosi principalmente alla composizione ma apparendo occasionalmente in registrazioni, concerti e trasmissioni.
Nel 2011 è stato nominato Fellowship of the Royal Academy of Music (FRAM) dall'organo direttivo dell'Accademia.

## Lavori
Langford ha vinto un Ivor Novello Awards per la migliore composizione di musica leggera con la March from the Colour Suite nel 1971, ma deve gran parte della sua notorietà alle composizioni e agli arrangiamenti per Brass Band. Tra i suoi brani più noti, ci sono Facets of Glass e Rhapsody per trombone. Ha anche arrangiato le opere di altri compositori, come Henry Mancini, Jerry Goldsmith e John Williams.
La carriera di Langford ha avuto un notevole rapporto con la BBC. Sue composizioni e arrangiamenti sono state utilizzate come musica per Test Card negli anni '60 e '70; titoli come Hebridean Hoedown, The Lark in the Clear Air e Royal Daffodil sono ricordati dagli appassionati di Test Card. Ha inoltre scritto e arrangiato le musiche per Friday Night is Music Night e per numerosi altri programmi della BBC. Nel 2003 è stato pubblicato un CD di sue composizioni originali per orchestra eseguite dalla BBC Concert Orchestra diretta da Rumon Gamba.
Langford ha prodotto molti arrangiamenti corali per i King's Singers negli anni '70. Era noto anche per le sue composizioni teatrali, come The Crooked Mile e The House of Cards. Langford è stato spesso utilizzato da Hollywood come orchestratore di colonne sonore, con Il ritorno dello Jedi, Superman II, La prima grande rapina al treno, Scontro tra titani e Ritorno a Oz.
Nel 1974 ha pubblicato un album demo intitolato The Amazing Music of the Electronic ARP Synthesizer. L'album conteneva diverse composizioni proprie, oltre a cover, suonate interamente sulla recentissima innovazione, il sintetizzatore ARP, di brani diversi come "Yellow Submarine", "Raindrops Keep Fallin' on My Head", "Cocktails for Two", "Light Cavalry Overture" e la Sinfonia n. 40 di Mozart.
Tra le composizioni più recenti ricordiamo la Berceuse and Burlesque per fagotto e orchestra, eseguita il 1º febbraio 2008 ad Axminster.